# Radkiejmy
Radkiejmy (deutsch Radtkehmen, 1938 bis 1945 Wittrade) ist ein Ort in der polnischen Woiwodschaft Ermland-Masuren und gehört zur Landgemeinde Banie Mazurskie (Benkheim) im Powiat Gołdapski (Kreis Goldap).

## Geographische Lage
Radkiejmy liegt östlich des Kossenberg (polnisch Góra Koza) im Nordosten der Woiwodschaft Ermland-Masuren. Die Kreisstadt Gołdap (Goldap) liegt 14 Kilometer in östlicher Richtung, die frühere und heute auf russischem Staatsgebiet gelegene Kreishauptstadt Darkehmen (1938 bis 1946 Angerapp, russisch Osjorsk) 12 Kilometer in nördlicher Richtung.

## Geschichte
Der um 1566 Radkiem, um 1603 Radtkem, um 1785 Rattkehmen, um 1900 Groß Radtkehmen und bis 1938 Radtkehmen genannte kleine Ort war vor 1945 ein Gutsdorf, dessen Herrenhaus das Bild des Dorfes prägte. Im Jahre 1874 wurde der Gutsbezirk Radtkehmen in den neu errichteten Amtsbezirk Ballupönen (polnisch Stare Gajdzie) eingegliedert, der zum Kreis Darkehmen (1939 bis 1945 „Landkreis Angerapp“ genannt) im Regierungsbezirk Gumbinnen der preußischen Provinz Ostpreußen gehörte.
Im Jahre 1910 zählte Radtkehmen 41 Einwohner. Am 30. September 1928 verlor das Dorf seine Eigenständigkeit und wurde in das Nachbardorf Wittgirren (1938 bis 1945 Wittbach, polnisch Widgiry) eingemeindet. Am 3. Juni (offiziell bestätigt am 16. Juli) 1938 erhielt Radtkehmen aus politisch-ideologischen Gründen der Vermeidung fremdländisch klingender Ortsnamen die Umbenennung in „Wittrade“.
Mit dem gesamten südlichen Ostpreußen kam das kleine Dorf 1945 in Kriegsfolge zu Polen. Seither trägt es die polnische Namensform „Radkiejmy“. Heute ist es eine Ortschaft im Verbund der Landgemeinde Banie Mazurskie im Powiat Gołdapski, vor 1998 der Woiwodschaft Suwałki, seither der Woiwodschaft Ermland-Masuren zugehörig.

## Kirche
Radtkehmen resp. Wittrade gehörte vor 1945 einerseits zur evangelischen Kirche in Klein Szabienen/Schabienen (1938 bis 1945 Kleinlautersee, polnisch Żabin) im Kirchenkreis Darkehmen/Angerapp in der Kirchenprovinz Ostpreußen der Kirche der Altpreußischen Union, andrerseits zur katholischen Pfarrkirche in Goldap im Dekanat Masuren II (Sitz: Johannisburg, polnisch Pisz) im Bistum Ermland. Heute sind die katholischen Einwohner Radkiejmys Teil der Pfarrei Żabin im Dekanat Gołdap im Bistum Ełk (Lyck) der Römisch-katholischen Kirche in Polen, während die evangelischen Kirchenglieder zur Kirche in Gołdap, einer Filialkirche der Pfarrei in Suwałki in der Diözese Masuren der Evangelisch-Augsburgischen Kirche in Polen sich orientieren.

## Persönlichkeiten
- Adolf Stengel (* 9. Juni in 1828 in Radtkehmen; † 22. November 1900 in Heidelberg), deutscher Agrarwissenschaftler

## Verkehr
Verkehrstechnisch abseits liegt Radkiejmy im polnisch-russischen Grenzgebiet an einer wenig befahrenen Nebenstraße, die Żabin (Klein Szabienen/Schabienen, 1938 bis 1945 Kleinlautersee) mit Widgiry (Wittgirren, 1938 bis 1945 Wittbach) verbindet. Eine Bahnanbindung besteht nicht.